# Alexandre Bontemps
Alexandre Bontemps (1626 – 1701) è stato un valletto del Re di Francia Luigi XIV, e una potente figura della corte del Palazzo di Versailles. Rispettato e temuto per il suo accesso eccezionale al re, fu il secondo di una serie di cinque Bontemps (durata dal 1643 al 1766 e finita senza successori) a mantenere la posizione di Premier valet de la Chambre du Roi ("Primo valletto della camera del re"), e mantenne tale carica dal 1659 fino alla morte.

## Biografia
Il padre Jean Baptiste Bontemps (1590–1659) fu chirurgo del Re di Francia Luigi XIII, prima di diventare Primo Valletto nel 1643. Alexandre gli succedette alla sua morte nel 1659 e arrivò a diventare conte e marchese, entrando in possesso di vari uffici importanti che controllavano sia i palazzi che le cittadine di Versailles e Marly, oltre che le Guardie svizzere che facevano la guardia al re e ai suoi palazzi e di cui divenne dunque capitano generale, e la residenza del Delfino; come conseguenza, fu una figura chiave nel mantenere la sicurezza del Re e nella gestione della sua residenza. Nel 1665, dopo la morte del valletto maggiore Blouin, i Governorati di Versailles e di Marly passarono in mano di Bontemps, e alla di lui morte questi Governorati sarebbero a loro volta passati nelle mani del figlio dello stesso Blouin. Bontemps fu anche un membro del Conseil du Roi (il Consiglio Reale) e tenne un rango maggiore nell'ordine dei Cavalieri di San Lazzaro.
Di dodici anni più vecchio del Re, pare che Bontemps gli fosse una figura interamente devota, e che a sua volta il Re lo considerasse affidabile: fu uno dei pochi testimoni al secondo matrimonio di Luigi, che sposò Françoise d'Aubigné, Marchesa di Maintenon. Louis de Rouvroy de Saint-Simon (il cui padre fu un amico di Bontemps) racconta che "tutti gli ordini segreti, le udienze private, le lettere sigillate da e per il Re, e anzi tutti i misteri passavano attraverso le sue mani". Sempre Saint-Simon parla di un matrimonio tra Bontemps e un'oscura nobildonna di una figlia illegittima del Re, il quale, a differenza di molti altri, scelse di non officiare il matrimonio.
Il memorista François-Timoléon de Choisy scrive che parte del successo di Bontemps con il Re stava nel fatto che non gli chiese mai favori, anche se Saint-Simon afferma che egli "amava procurarsi dei favori solamente per il puro gusto di farlo... un gran numero di persone, alcune di loro di alto rango, gli dovevano le loro fortune, e lui era modesto quasi al punto di rompere con loro al solo menzionarlo". Queste due affermazioni non sono compatibili, in quanto Bontemps si trovava nella posizione di chiedere a favore dai ministri e altri membri di alto ceto. Saint-Simon afferma che "[Bontemps] aveva maniere rozze e brusche, ma era rispettoso e rimaneva sempre al suo posto... La sua unica abilità era servire il suo padrone, e lui ne era talmente devoto... [egli rimase] influente per almeno cinquant'anni, e con la Corte ai suoi piedi."
Bontemps usava la Guardia Svizzera stazionata intorno al palazzo e ai giardini per far rapporto sui comportamenti dei cortigiani, non solo riguardo alle partecipazioni in chiesa, ma anche agli intrighi politici e sessuali. Come Intendente o Governatore di Versailles, il suo controllo si estendeva all'intera cittadina vicino ai palazzi, dove si trovavano numerose abitazioni dei cortigiani.
Alla morte di Alexandre, suo figlio Luigi Alessandro gli succedette come Primo valletto di stanza.

## Vita privata

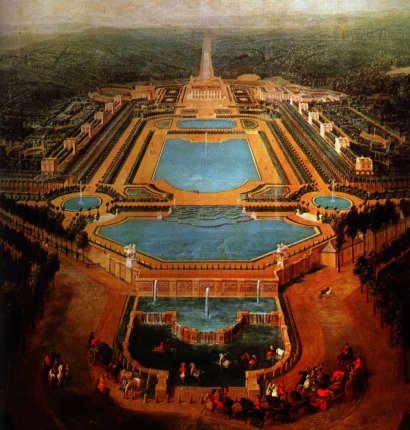
Il Chateau of Marly, luogo di villeggiatura di Luigi XIV e residenza di Bontemps.

Oltre ad essere stabilmente residente in un grande appartamento al palazzo, e a una casa separata a Versailles, Bontemps possedeva un "hôtel particulier" (una dogana) sull'Île Saint-Louis al centro di Parigi, con trenta stanze e uno staff di dodici persone. Stando a Saint-Simon, egli copiò il suo signore, il Re, con un secondo matrimonio secreto con la madre di La Roche, capo valletto di Filippo V di Spagna, nipote del Re. I figli del primo matrimonio riuscirono a sposarsi a loro volta, e due generazioni dopo una Bontemps sposò un figlio illegittimo dell'ultimo Principe di Conti, un ramo cadetto della famiglia reale; gli altri figli si sposarono nelle famiglie maggiori delle banche di Francia. Tra i figli di Bontemps, figurano la Contessa di la Châtre, di cui è stato trovato anche un dipinto, datato 1789, della pittrice Élisabeth Vigée Le Brun conservato al Metropolitan Museum of Art a New York.

## Nella cultura popolare
- La città di Versailles possiede una strada dedicata a lui con il suo nome.
- Bontemps è un personaggio principale del videogioco ad avventura grafica Versailles 1685: Complotto alla corte del Re Sole della Cryo Interactive del 1996, dove incarica il giocatore, che veste i panni del valletto minore Lalande, di sventare un complotto a Versailles.[12] Nella versione italiana del gioco, Lalande è doppiato da Umberto Bortolani.
- Nella serie TV franco-britanno-canadese Versailles del 2015 (uscita in Italia nel 2018), Bontemps è interpretato da Stuart Bowman, e doppiato in italiano da Pasquale Anselmo.